# The Otals
The Otals（ザ・オタルズ）は、日本のオルタナティヴ・ロックバンド。

## 概要
ギター・ボーカルを担当するJune FAXxxxxx（ジューン・ファックス）、ベース・ボーカルを担当するMarina Timer（マリーナ・タイマー）による音楽ユニット。

## メンバー
- June FAXxxxxx（ジューン・ファックス） - ギター/ボーカル担当。12月10日生まれ[2]。
- Marina Timer（マリーナ・タイマー） - ベース/ボーカル担当。7月12日生まれ[3]。

## 来歴
2021年
- 3月、1stEP"The Night Swallows"を無料公開しデビュー。[4]

## 楽曲提供
- 水槽とクレマチス（「SNS:あるいは東京の歌ばっかりだ」[5]、「Moon Landing!」[6])